# 読みの共振運動論
読みの共振運動論（よみのきょうしんうんどうろん）は、古閑章が提唱する読書理論である。

## 概要
その第一原理は「読むことは書くことであり、書くことは読むことである」という「書読(しょどく)一体(いったい)」の理念にほかならない。人間とは何かを探究する「読み書く」行為は、世界認識の中核にいきづく精神運動であるゆえに、文学研究のみならず、生きる主体としての人間の羅針盤の役目を担う。
古閑は、文学研究の対象となる「作家」に代えて「書き手」という言葉を使用する。小学館の『日本国語大辞典』における「作家」の定義は、「詩歌、小説、絵画などの芸術作品の制作者」であり、通常「画家～陶芸家～放送作家～映像作家」等も含まれる。とすれば、「作家」というファジーな用語を使うより、「小説家～詩人～歌人～俳人～劇作家～随筆家～文芸評論家～文学研究者」のみならず、あらゆる言葉をつむぐ素人から玄人までを包摂しうる「書き手」に置き換えた方がシンプルで分かりやすいと、古閑は主張する。 
生身の存在である「書き手」は、それと対になる言葉として「読み手」という現実存在を要請する。「作家」と「読み手」という対応関係よりも、「書き手」と「読み手」という整合性がシンメトリックで美しいからである。「作品」を制作する次元で現象する「作者」を統括する「書き手」は、「作品」を読む次元で現象する「読者」を統括する「読み手」に対応している。〝読みの共振運動論〟においては、「書き手」～「作者」～「作品」～「読者」～「読み手」という概念が重要な用語ということになる。

## 読みのモデル概念
古閑は、なぜ「読むことは書くことであり、書くことは読むことである」という「書読一体」のテーゼを重視するのか。本来、「読書」という言葉は「書（本）を読む」ことを第一義とするが、熟語としては「読み書く」行為を内包している。「読書」は、もうひとつの側面として「読むことは書くことである」という意味を包み隠しているのである。
丸山圭三郎は『フェティシズムと快楽』（1986・11、紀伊國屋書店）で、フランスの詩人アンリ・メショニックの「読む行為は、すべてすでに書くことであり、また書くこと自体が読む行為であり生きることなのだ」という発言を紹介し、「読むことは新しい意味を生み出すのでありますから、当然書く行為にもつながる。それから書く行為も、実は世界を読んでいるわけですね。モノを差異化しながら自己表出しているわけですから、読むことと書くことにはほとんど位相の差はない」と述べている。柄谷行人も『探究Ⅰ』（1986・12、講談社）で、次のように解説した。
「ソシュールは「話す主体」から出発するという。しかし、それは、実際は「聴く主体」である。あるいは、デリダ　のいい方でいえば、自分が話すのを聞く主体である。」
「われわれは一語あるいは一行書いたそのつど、それを読んでいる。書き手こそ読み手なのだ。そして、書き手の〝意識〟においては、この〝遅延〟は消されてしまっている。実際はこうだ。われわれは、一語または一行書くとき、それが思いもよらぬ方向にわれわれを運ぶのを感じ、事実運ばれながら、たえずそれをわれわれ自身の「意図」として回収するのである。書き終ったあとで、書き手は、自分はまさにこういうことを書いたのだと考える。」
柄谷が引き合いに出すソシュールの例は、「話す」～「聴く」主体が「読む」～「書く」主体に敷衍されていることに明らかなように、「話す～聴く」対話構造が「書く～読む」行為とパラレルな関係にあることの指摘である。言葉で書かれた作品のすべてが最初に「書き手」によって読まれているという事実への注目は、「書くことが読むことである」事実を納得させる。「作品」の「書き手」は、何よりもまず第三者に先立つ「読み手」であり、繰り返し、推敲作業を通して再読し続ける、書く行為の楽屋裏を知り尽くした「読み手」ということになる。「書くことは読むことであり、読むことは書くこと」なのだ。 
生身の「書き手」が「作品」を書く次元で概念化される「作者」について細説してみよう。生身の「書き手」は歴史的存在であるゆえに、食欲～性欲～睡眠欲など種々の欲望に支配される。たとえ職業が小説家であるにせよ、四六時ちゅう作品を書き続けることは不可能である。結婚すれば、妻と共有する時間を持たねばならないし、子供が生まれれば、子育てにも時間を割かねばならない。一日の配分にしても、書く時間～読む時間～食事～入浴～トイレ～余暇……等々、誰もが体験する欲望の消費に翻弄されることは自明である。書く主体としての「作者」は、歴史的存在としての生身の「書き手」が、原稿用紙あるいはパソコンの画面に文字を書き始めたり、入力し始めたりする瞬間に立ち上がる概念装置なのだから、書く行為が起動しないかぎり、「書き手」のなかに包摂された「作者」は現象しないのである。しかもその「作者」は、ある作品の「作者」としてしか機能しないことを認識すべきであろう。
たとえば、「羅生門」や「鼻」の「作者」は、たとえ生身の「書き手」が芥川龍之介という同じ歴史的存在であったとしても同一ではない。「作品」を書く動機やモチーフやテーマが違うからこそ、個々の「作品」の特徴や質が際立つのであり、そうなると、個々の「作品」を統括する「作者」が変容せざるを得ないのは自明である。すなわち、芥川龍之介という「書き手」からは、作品と同じ数の「作者」が出現しているのであり、これは原則としてあらゆる「書き手」と「作者」の相関関係に当てはまる定理である。そしてさらに注意を喚起するなら、生身の「書き手」じたい肉体的にも精神的にも時々刻々と変容しているのであるから、「書き手」と「作者」の相関係数は、決して一定の数値になることはあり得ない。そして以上の「書き手」と「作者」に関する考察は、「書き手」が「作者」を包摂した入れ子構造になっていると結論づけられる。 
「作者」という概念は、作品の語り手を統括するとともに、語り手を通して作品を統括する観念主体である。「書き手」は「作者」を統括する生身の主体になることで、たとえば自作のＡという作品からＢという作品へ架橋する主体として機能する。「作者」は作品に関わる概念装置であり、生身の「書き手」は実生活を生きる人間としてさまざまの問題を内包しながら「作者」という概念装置に表現者としての自己を注入し、作品の問題を究極的に統括する主体になる。作者に関わる「書き手」は、実生活を昇華した次元に構築される表現者なのである。
「読者」という概念は、「読み手」が「作品」を読む時点で現象する像である。生身の「読み手」は、読む行為とともに起動し始める「読者」に成り代わることで読みの行為に集中する。「作者」が書く行為に付随する現象であるように、「読者」は読む行為なくしては生まれない器である。生身の「書き手」に対置される生身の「読み手」およびその概念装置としての「読者」ということになる。「書き手」と「作者」の関係がそうであったように、「読み手」が作品を読む次元で顕現する「読者」が想定できる。しかも、「書き手」と「読み手」、「作者」と「読者」は「作品」を媒介にして双方向の運動体として向き合っており、この連鎖構造は、往路と復路から成る双方向の循環性を持つとともに、円環としての磁場を構成している。
「作品」は、「書き手」と「作者」、「読み手」と「読者」をつなぐ要の位置にあって、書く行為と読む行為を同時に存在せしめる重要な役割を担っている。生身の「書き手」から創造された「作品」は、決して死物ではなく、「書き手」と同じように、書かれた瞬間から生きた構造体に変容する。それは他者としての「作品」概念の誕生を意味する。他者としての「作品」は、有機体としての生命を有し、「書き手」や「読み手」が生身の歴史的存在であるように、読まれる行為によって、永遠の生命を付与された他者という存在に転化する。「作品」は読まれないかぎり、ただのインクの染みに過ぎない。しかし、伝達機能を使命とする文字としての言葉に成り代わることによって、単なるインクの染みは、「読者」の誕生を通して生きた「構造体＝他者」としての生命を付与されることになる。
書かれた文字が、生きた他者としての作品に変容するとはどういうことか。それは書き手から放たれた言葉が読み手の前に出現し、その読みの眼にさらされた瞬間に、ひとつの生命体として現象し、動き始めるということである。人間は生身であるゆえに、限定された時間のなかに生きているが、「作品」として形象されたインクの染みは、読まれ続けるかぎり、時空を超えた存在に生まれ代わる。「作品」が生身の他者と同等である、あるいはそれ以上の存在たりうるというのは、「書き手」からいったん解放された「作品」が「読み手」の読む行為に出会うことで、「読み手」の数だけ新たな相貌を現象させながら時間の海を泳ぎ続けるという意味である。
「作品」は、「読み手」の肉体と精神を借りて永遠に再生し続ける生命体である。単なるインクの染みとしての「作品」は、「書き手」と「読み手」の中心に据えられた瞬間から、現世に生きる人間と同じ生命を獲得し、そこに新たな他者を誕生させる。

## 「共振」という用語
一般に、読む行為の興味や関心の根本には、「書き手」と「作品」に対する「読み手」の心の動きがある。通常、それは「感動」や「共鳴」という言葉で押さえられている。古閑はそれを読む行為に付随する「共振」という概念で捉える。 
自然科学用語としての「共振」は、「共鳴」と同じ意味である。 もともと「共鳴」は、広く日常生活に一般化した言葉で「ある事実や考えなどに同感すること」（前出『日本国語大辞典』）と定義されている。「共鳴」は自然科学用語を離れた「同感」の意味で流布していることになる。
「共振」は「同感」の意味とは無縁で、漢字の原義の「共に振れる」運動態のイメージで捉えるのに便利である。自然科学用語としては「共鳴」と同じ概念を担わされていようとも、「共鳴」を覆っている「同感」の意味合いが稀薄な特徴を備えている。のみならず、「共鳴」は、読みの反応の1つに認められる反発や拒否の感情が盛り込みにくい側面がある。読む行為には、称讃や心服をむねとする前向きの感動もあれば、反発や拒否というマイナスのエネルギーを内蔵した心の揺れもある。同感というプラス志向を前面に押し出す「共鳴」では、「読み手」の心の闇を抉り出す契機がすり抜けてしまう。「共振」は、その両者を包摂した幅と厚みとともに、読みの重層性を究明する利点を備えている。 　
古閑は、嫌悪や反発に光を当てることで「作品」に形象された「書き手」の意図にアプローチできると考える。「読み手」の嫌悪や反発を掘り起こすことは、「書き手」や「作品」を契機とした「読み手」の深層意識を焙り出す。「書き手」が創造した暗い情念は、「共鳴」がもたらす感興とは異なる波紋を「書き手」や「読み手」に投げかけるのである。
実体概念としての生身の「書き手」は滅んでも、やがてその「書き手」は関係概念としての「作者」を浮上させつつ「作品」のなかに蘇る。「読み手」はその「作品」に提示された内実に「共振」という手続きを介して肉薄する。それは脳内に現象する〝読みの共振運動論〟という心的作用と見なすことができる。「脳」すなわち「心」に現象する「作品」像は、綿密な作品分析によって「書き手」の生の軌跡を反映しながら結晶化する。古閑は、そうした読みの全過程を〝読みの共振運動論〟と名づけるのである。

## 〝読みの共振運動論〟の2側面
〝読みの共振運動論〟は、共に振れる魂の行為、共に響く心の行為で、「書き手」や「作品」が存在して初めて起動する概念装置である。この場合、「作品」を書く「書き手」の衝動も自作に対する「共振運動過程」と見なしうる。そうした書く側の「共振運動過程」に注目することは、「読み手」が「書き手」やその「作品」に共振する側面の重要性と同じ問題性を孕んでいる。そしてこの「共振運動過程」は、「書き手」や「読み手」の精神の内奥に「書くことによる～読むことによる」精神の「自己変容過程」を現象させている。この「自己変容過程」は「共振運動過程」と対になる概念であり、〝読みの共振運動論〟の2本柱である。
「作品」を読む過程で起動する「読み手」の関心は、何よりも「作品」に描かれた登場人物の変化＝「自己変容過程」に集中する。作品の展開に伴い、登場人物は「どのように変容するのか～変容しないのか」という変化の「相～層」を、作品分析を通して跡づけることが要となる。「作品」が書き進められる時点で現象する登場人物の変容過程に注目する「読み手」の価値判断は、作品世界を生きる登場人物の生の態様を測定する計量器になぞらえられる。「書き手」や「読み手」の「書く～読む」センサーは、登場人物の変容過程に発光する軌跡をどのように価値づけるかに感応するのである。 〝読みの共振運動論〟には、「読みの共振運動過程」と「読みの自己変容過程」の2つが存在するということである。この「共振運動」と「自己変容」という2側面は、切断不能な精神運動にほかならない。

## 「読みの共振運動過程」の4つの側面
1 ひとつの「作品」を書き始める「書き手」に現象する「読みの共振運動過程」
2 ひとつの「作品」を書き終え、新たな「作品」に着手し始める「書き手」に現象する「読みの共振運動過程」
3 ひとつの「作品」を読み始める「読み手」に現象する「読みの共振運動過程」 
4 ひとつの「作品」を読み終え、新たな「作品」を読み始める「読み手」に現象する「読みの共振運動過程」

## 「読みの自己変容過程」の4つの側面
1 ひとつの「作品」を書き始める「書き手」に現象する「読みの自己変容過程」 
2 ひとつの「作品」を書き終え、新たな「作品」に着手し始める「書き手」に現象する「読みの自己変容過程」 
3 ひとつの「作品」を読み始める「読み手」に現象する「読みの自己変容過程」
4 ひとつの「作品」を読み終え、新たな「作品」を読み始める「読み手」に現象する「読みの自己変容過程」

## 結論
「書き手」が常によりよい自己を目指して「作品」を書き続けている事実は、文学史のなかの個々の事例を検討すればおのずと明確になる。そうした自己変容の願いを込めて書かれた過去～現在に至る「作品」が読み継がれる読みの全過程に、「書き手」と「読み手」の精神の軌跡や「作品」を通して結像する人間の問題が露呈する。時代を超えて「共振」する読みの行為が成立するためには、「書き手」や「作品」を過去～現在～未来に継承する「読み手」の価値観が必要になる。過去の「書き手」や「作品」に「共振」という手続きを介して出会うことは、時代の復元作業を通して果たされねばならないが、「書き手」や「作品」に強く撃たれる読みの行為には、両者を現在の視点で捉え返そうとする意図が含まれている。「書き手」や「作品」を読むとは、「読み手」が過去へ立ち返り、現在へ立ち戻る時間のダイナミズムに曝されることを意味する。「自己変容」は両者に撃たれる時点で起こる精神運動である。そしてこの行為は過去の「書き手」や「作品」ばかりでなく、現在～未来に向けての「書き手」や「作品」を読む次元においても現象する。
「書き手」が「作品」を書き進める時点で問題になるモチーフやテーマは、究極的には「読み手」が「作品」から何を抽(ひ)き出そうとしたかの証しである。「読みの共振運動過程」の背後には、「書き手」の側にも「読み手」の側にも、「書くことによる～読むこと」による「読みの自己変容過程」が現象している。 〝読みの共振運動論〟は、「読みの共振運動過程」プラス「読みの自己変容過程」を包摂した精神運動である。
「読みの共振運動過程」は、「書き手」や「読み手」が「作品」という他者に自己投企する精神運動過程である。
「読みの自己変容過程」は、その自己投企した「作品」に「書き手」や「読み手」の自己がさらに更新させられる精神運動過程である。 
〝読みの共振運動論〟は、概念装置としての「書き手」～「作者」～「作品」～「読者」～「読み手」という循環構造を立ち上がらせながら、最終的にはこの循環構造の中心に位置する「作品」から人間を豊かにするものを抽き出す理論にほかならない。